# Evgenius puchneri
Evgenius puchneri là một loài bọ cánh cứng trong họ Cerambycidae.